# Número 5
Número 5 és el títol d'un quadre famós pintat l'any 1948 per Jackson Pollock, pintor estatunidenc conegut per la seva contribució al moviment expressionista abstracte.
Als anys quaranta, artistes com Pollock, Mark Rothko, Willem de Kooning i Barnett Newman van conduir l'art cap a una nova direcció. Les seves contribucions van donar nom a un moviment nou batejat com Expressionisme abstracte pel crític Robert Coates. Aquest moviment artístic es va desenvolupar als Estats Units, especialment a la ciutat de Nova York, i el Número 5 n'és un dels màxims representants,a més de ser d'una de les obres més influents en les avantguardes del segle xx.
L'obra és una interpretació de l'angoixa i les emocions que vivia l'artista a mitjans dels anys quaranta en el context de la segona guerra mundial. És característic d'aquest estil l'ús del llenç sense cap mena de marc que delimitin la pintura, així com les línies uniformes. La manca de pinzells i ordre mostren la llibertat de l'artista per crear una obra basada en les seves emocions. La gamma de colors vermells, grocs, blaus, blancs i grisos remarquen l'opacitat que es vivia en aquella època.

## Descripció
Pintura elaborada amb esmalts sintètics i pintures a l'oli sobre un tauler de fibra. Mesura 1.3×2.6 m. Hi predominen els colors groc i marró en una distribució que recorda una forma de niu.
L'autor va fer servir per a la creació la tècnica del "dripping". És a dir, va emprar una tècnica que consisteix a col·locar un tauler de gran a terra i deixar regalimar la pintura amb l'ajut de pinzells o llaunes foradades mentre l'artista caminava i saltava al voltant del llenç. Les obres es pintaven des dels quatre costats, per això no tenien dret ni revés fins al final.

## Història
En un primer moment va ser propietat de Samuel Irving Newhouse Jr i va ser disposada al museu d'art modern (MOMA) fins que va ser venuda a David Geffen.
D'acord amb el New York Times, l'any 2006 va ser venuda a l'empresari mexicà David Martinez per un preu de 140 milions de dòlars (cosa que la converteix en una de les pintures més cares de la història), fet després negat pels advocats de Martinez.